# Куропатники (Ивано-Франковская область)
Куропатники (укр. Куропатники) — село в Бурштынской городской общине Ивано-Франковского района Ивано-Франковской области Украины.
Население по переписи 2001 года составляло 409 человек. Занимает площадь 11,313 км². Почтовый индекс — 77122. Телефонный код — 03431.